# 下小林町
下小林町（しもこばやしちょう）は、群馬県太田市にある地名（町丁）。郵便番号は373-0807。

## 概要
休泊地区にある町丁。

## 地理

### 近隣町丁
- 石原町
- 東長岡町
- 内ケ島町
- 龍舞町
- 茂木町

## 世帯数と人口
2022年（令和4年）3月31日現在の世帯数と人口は以下の通りである。
| 町丁     | 世帯数   | 人口   |
| -------- | -------- | ------ |
| 下小林町 | 1289世帯 | 2430人 |

## 交通

### 鉄道
町内に鉄道は通っていない。

### 道路
- 国道122号
- 群馬県道2号前橋館林線

## 施設
- ファミリーマート太田下小林町店